# سباحة في الألعاب الأولمبية الصيفية 1964 100 متر سباحة الظهر سيدات
أقيمت منافسات سباق سباحة الظهر 100 متر سيدات في دورة الألعاب الأولمبية لعام 1964 في الفترة من 13 وحتى 14 أكتوبر. وقد استخدم حدث السباحة هذا تقنية سباحة الظهر، نظرًا لأن حوض السباحة الأولمبي يبلغ طوله 50 مترًا وقد تكون السباق من طولين فقط.

## الحائزين على الميداليات
- حصلت كاثي فيرغسون (الولايات المتحدة الأمريكية) على الميدالية الذهبية الأولمبية لعام 1964
- حصلت كيكي كارون (فرنسا) على الميدالية الفضية الأولمبية لعام 1964
- حصلت جيني دوينكل (الولايات المتحدة الأمريكية) على الميدالية البرونزية الأولمبية لعام 1964